# Robin Croker
Robin Croker (Melbourne, 10 de maio de 1954) é um ex-ciclista britânico, profissional de 1977 a 1982, sendo sua principal realização esportiva conquistando uma medalha de bronze nos Jogos Olímpicos de Montreal 1976, ainda como amador.